# Inka (Vorname)
Inka ist ein weiblicher Vorname. In der friesischen Sprache ist er eine Kurzform von Namen, die mit Ing- zusammengesetzt  sind. Ein weiterer Herkunftsraum ist Ungarn, als Nebenform von Ilona, Ilonka oder Iluska. Dies wiederum sind ungarische Kurzformen des griechischen Namens Helena.

## Namensträgerinnen
- Inka Bach (* 1956), deutsche Schriftstellerin
- Inka Bause (* 1968), deutsche Schlagersängerin und Moderatorin
- Inka Brand (* 1977), deutsche Spieleautorin, zusammen mit ihrem Mann Markus
- Inka Calvi (* 1970), deutsche Schauspielerin
- Inka Essenhigh (* 1969), US-amerikanische Malerin
- Inka Friedrich (* 1965), deutsche Schauspielerin
- Inka Gossmann-Reetz (* 1969), deutsche Politikerin (SPD)
- Inka Grings (* 1978), deutsche Fußballspielerin und -trainerin
- Inka Victoria Groetschel (1967–2009), deutsche Schauspielerin
- Inka Klinckhard (1922–2016), niederländische Bildhauerin, Malerin, Zeichnerin und Medailleurin
- Inka Löwendorf (* 1977), deutsche Schauspielerin
- Inka Meyer (* 1979), deutsche Kabarettistin, Autorin, Schauspielerin und Designerin
- Inka Loreen Minden (* 1976), deutsche Schriftstellerin
- Inka Mülder-Bach (* 1953), deutsche Literaturwissenschaftlerin
- Inka Müller-Schmäh (* 1976), deutsche Fußballschiedsrichterin
- Inka Pabst (* 1972), deutsche Schauspielerin, Sängerin und Autorin
- Inka Parei (* 1967), deutsche Schriftstellerin
- Inka Pieh (* 1987), österreichische Hörfunk- und Fernsehjournalistin
- Inka von Puttkamer (* 1982), Fregattenkapitän der Marine der Bundeswehr
- Inka Reinecke (* 1974), deutsche Fußballtorhüterin
- Inka-Gabriela Schmidt (* 1959), deutsche Fachbuch- und Roman-Schriftstellerin
- Inka Schneider (* 1967), deutsche Journalistin und Moderatorin
- Inka Unverzagt (1924–2016), deutsche Ballerina und Choreografin
- Inka Wesely (* 1991), deutsche Fußballspielerin

## Deckname
- Inka, Danuta Siedzikówna (1928–1946), Opfer des Stalinismus in Polen